# 大阪スーペリアーズ
大阪スーペリアーズ（おおさかスーペリアーズ、英表記: Osaka Superiors）は、大阪府大阪市を活動拠点とする女子実業団バレーボールチームである。運営はスーペリアコム。2019年2月までV.LEAGUE Division2に所属していた。

## 歴史
ホテル運営会社の廣田観光株式会社がチーム運営の主体となり、大阪市内のホテル女子従業員らが中心となって、2013年4月にチームの活動を開始した。スーペリアーズ（Superiors）は、「志しの高い同志の集まり」を意味する。チームのモットーは「ホテルマンらしい姿勢で皆様に愛されるチーム」。
同年度の第4回全国6人制リーグ総合男女優勝大会に初参戦し、5位となった。翌年度の第5回大会においては準優勝を果たした。
2016年1月27日、日本バレーボールリーグ機構は大阪スーペリアーズの準加盟内定と2016/17VチャレンジリーグIIへの参戦を発表した。初陣となった2016/17シーズンでは0勝に終わりほろ苦いデビューとなった。2017/18シーズンも未勝利に終わり、2018/19シーズンはV.LEAGUE Division2に参加するも、シーズンを通じて得セット2という結果に終わり、勝ち点を挙げることができなかった。
2019年4月12日付けで日本バレーボールリーグ機構に退社届を提出し、V.LEAGUEを脱退することとなった。この時点でのリリースには活動を継続する旨が示されていたが、公式サイトには「暫しの間お休みとさせて頂きます」と、トップチームの活動を休止することが明らかにされている。ジュニアチーム及び9人制チームについては活動を継続するとされていたが、9人制チームは2020年のV9チャンプリーグセカンドリーグへの出場見合わせ以降は活動が確認されていない。

## 成績

### 主な成績
- 全国6人制バレーボールリーグ総合男女優勝大会
  - 準優勝 1回 （2014年度）

### 年度別成績
| 大会名                | 大会名          | 順位 | 参加チーム数 | 試合数 | 勝 | 敗 |
| --------------------- | --------------- | ---- | ------------ | ------ | -- | -- |
| V・チャレンジリーグII | 2016/17シーズン | 6位  | 6チーム      | 15     | 0  | 15 |
| V・チャレンジリーグII | 2017/18シーズン | 6位  | 6チーム      | 15     | 0  | 15 |
| V・LEAGUE Division2   | 2018/19シーズン | 10位 | 10チーム     | 18     | 0  | 18 |

## 選手・スタッフ
活動休止前である2018/19シーズンの選手・スタッフは以下の通り。

### 選手
2018年8月14日版
| 背番号 | 名前       | シャツネーム | 国籍 | P  | 備考       |
| ------ | ---------- | ------------ | ---- | -- | ---------- |
| 2      | 平川里菜   | HIRAKAWA     | 日本 | S  |            |
| 3      | 矢口紗友美 | YAGUCHI      | 日本 | WS | 主将       |
| 5      | 寺田遥     | TERADA       | 日本 | L  |            |
| 7      | 山本紗良   | YAMAMOTO     | 日本 | MB |            |
| 8      | 坂根朱里   | SAKANE       | 日本 | WS | コーチ兼任 |
| 9      | 張歓歓     | HUANHUAN     | 中国 | WS |            |
| 10     | 嶋紗也香   | SHIMA        | 日本 | L  |            |
| 13     | 原田茉由   | HARADA       | 日本 | WS |            |
| 14     | 須田美南   | SUDAA        | 日本 | L  |            |
| 15     | 不破沙耶佳 | FUWA         | 日本 | WS |            |
| 18     | 園田乃菜   | SONODA       | 日本 | L  |            |
| 20     | 岩本梨音   | IWAMOTO      | 日本 | WS |            |
| 22     | 入江彩水   | IRIE         | 日本 | WS |            |
| 24     | 岡部美波   | OKABE        | 日本 | S  |            |

### スタッフ
2018年7月15日版
| 役職                         | 名前     | 国籍 |
| ---------------------------- | -------- | ---- |
| 部長                         | 廣田卓三 | 日本 |
| 副部長                       | 中井敏雄 | 日本 |
| 副部長                       | 辻克己   | 日本 |
| 監督                         | 平上帆澄 | 日本 |
| コーチ                       | 窪田翔   | 日本 |
| コーチ                       | 大岩辰裕 | 日本 |
| コーチ兼選手                 | 坂根朱里 | 日本 |
| コンディショニングトレーナー | 西本正人 | 日本 |
| トレーナー                   | 太田悠貴 | 日本 |
| トレーナー                   | 上田未来 | 日本 |
| 広報                         | 野津信宏 | 日本 |
| 広報                         | 中原一輝 | 日本 |
| 広報                         | 津崎充   | 日本 |